# Julien Offray de La Mettrie
Julien Offray de La Mettrie (Saint-Malo, 19 de dezembro de 1709 – Potsdam, 11 de novembro de 1751) foi um médico e filósofo francês e o primeiro autodeclarado materialista na era do iluminismo, e um de seus representantes mais provocativos. Foi um precursor de grandes descobertas da fisiologia, especialmente no âmbito da neurologia.
Suas ideias ateistas e anti-clericais, escritas em um estilo irônico e libertino através do qual se destacava, provocaram um forte antagonismo com o poder político e religioso da época, forçando o filósofo à viver em exílio, primeiro na Holanda, depois na Inglaterra, falecendo finalmente na Prússia, sob a proteção de Frederico II.

## Vida
Nasceu no dia 19 de dezembro de 1709, em Saint-Malo, na Bretanha, numa família de comerciantes ricos. La Mettrie estudou retórica em Caen, se mudando depois para Paris. Ele estudou física no Lycée Saint-Louis, e paralelamente se interessou pela teologia da tendência jansenista por alguns anos. Ao completar seus estudas na capital, retornou para a Bretanha. Seu pai aspirava que Julien se tornasse finalmente padre. Entretante, conheceu François-Joseph Hunauld, amigo da família e professor de anatomia no , que o encorajou à estudar medicina.
La Mettrie passou então à estudar medicina, tendo tido como interesses durante sua formação quase que exclusivamente o campo da anatomia e das pesquisas de dissecação. Em Paris ficou insatisfeito com o ambiente acadêmico, e decidiu ir para Reims defender sua tese, em 2 de março de 1733. Desistindo da carreira médica em razão de seus interesses majoritariamente teóricos, Julien partiu em 1735 para a cidade de Leiden, onde havia um ativo ambiente de pesquisa acadêmica. Lá ele se dedicou ao campo da iatromecânica, que se referia à aplicação de conceitos físicos ao estudo da anatomia e medicina em geral. Teve como referência e orientador o notório médico Boerhaave. Nesse período ele publicou diversos trabalhos.
Com a morte de Hunauld, em 1742, La Metrrie retornou a Paris, onde obteve o cargo de cirurgião da Guarda. Participou das batalhas de Dettingen e Fontenoy. Durante o sítio de Freiburg, em 1744, Julien teve um episódio que mudou suas perspectivas filosóficas. Sofrendo de um ataque de febre e momentos de delírio, ele conduziu uma pesquisa sobre si mesmo e anotou suas observações sistematicamente, a experiência levou-o a concluir que fenômenos psíquicos poderiam ser explicados através dos efeitos e mudanças orgânicas, no cérebro e sistema nervoso. Essa história se trata, provavelmente, de uma dramatização do que foi, em realidade, uma gradual construção de suas convicções durante a formação médica e filosófica. Em torno desse período deu iniciou à elaboração do seu trabalho propriamente filosófico, como o Histoire naturelle de l'âme (1745). A repercussão de sua obra foi tão grande, principalmente a publicação de suas sátiras médicas e da História natural da alma, que La Mettrie foi forçado se refugiar em Leiden, onde ele continuou a trabalhar e desenvolver suas doutrinas, de maneira mais intensa, envolvente e com grande originalidade, em L'Homme machine (O Homem-Máquina) (Eng. trans., London, 175; ed. com introdução e notas, J. O Asszat, 1865), e L'Homme plante, onde as relações são baseadas em princípios de caráter materialista de forma mais coerente . A ética destes princípios foi elaborada em Discours sur le bonheur, La Volupté, e L'Art de jouir. La Mettrie foi chamado o Aristippus do materialismo moderno. Tão forte era o sentimento contra ele, que em 1748 foi forçado a sair dos Países Baixos, indo então para Berlim, onde Frederico o Grande não permitiu que ele praticasse a medicina, mas o designou como leitor oficial da corte. Aí La Mettrie escreveu seu livro mais importante "Discours bonheur de le de sur" (1748), que causou o "banimento" de líderes do Iluminismo como Voltaire, Diderot, D'Holbach. Sua coleção Oeuvres philosophiques apareceu depois da sua morte em várias edições, publicadas em Londres, Berlim e Amsterdã respetivamente.
Ele faleceu em Berlim, com 43 anos, deixando para trás sua esposa e uma filha de 5 anos.

## Homem-máquina
O médico francês Julien Offray La Mettrie, em seu ensaio L’Homme-Machine (O Homem-máquina), desenvolveu em 1748 o conceito mecanicista do ser humano, não só através do estudo de seu próprio corpo, mas também de sua alma. A partir de seus estudos sobre ciência natural e anatomia, La Mettrie defendeu sua  tese especialmente ousada para a época, dominada pelo pensamento cristão, de que o corpo humano é uma máquina que funciona mediante uma mecânica metabólica. Ele afirma em "O homem-máquina": "O Homem não é feito de uma argila mais preciosa; a Natureza usou somente uma e a mesma massa, na qual ela somente variou a levedura." Assim,a ideia do ser humano transformado ou conceituado com um artefacto mecânico subverte a autonomia do espírito e da consciência, e põe em dúvida, consequentemente, a própria existência divina. Essa indução à redução materialista da alma humana lhe permite comparar explicitamente o corpo-máquina com a máquina do tempo (a mecânica do relógio), com a diferença de que este tem seus mecanismos de acionamento e controle no exterior, e o homem no interior. Segundo este ponto de vista é a própria máquina que programa a vida do corpo: "Cada indivíduo desempenha seu papel na vida que foi determinado pelos mecanismos propulsores da máquina (capacitada de raciocínio), que não foi construída pelo próprio indivíduo", afirmou La Mettrie. Assim, os seres humanos deixam de ser personagens em um teatro divino para serem sistemas mecânicos autodeterminados.

## Escritos
- Histoire Naturelle de l'Âme. 1745 (anon.)
- École de la Volupté. 1746, 1747 (anon.)
- Politique du Médecin de Machiavel. 1746 (anon.)
- L'Homme Machine. 1748 (anon.)
- L'Homme Plante. 1748 (anon.)
- Ouvrage de Pénélope ou Machiavel en Médecine. 1748 (pseud. Aletheius Demetrius)
- Discours sur le bonheur ou Anti-Sénèque [Traité de la vie heureuse, par Sénèque, avec un Discours du traducteur sur le même sujet]. 1748 (anon.)
- L'Homme plus que Machine. 1748 (anon.)
- Système d'Épicure. 1750 (anon.)
- L'Art de Jouir. 1751 (anon.)
- Œuvres philosophiques de Mr. de La Mettrie. 1751 (éd. incomplet)
- Œuvres philosophiques de Mr. de La Mettrie. Nouvelle édition. 1752, 1753 (2x), 1764 (3x), 1774 (2x), 1775, 1796
- Œuvres philosophiques, 2 tomes, Fayard, Paris 1984 und 1987, ISBN 2-213-01839-1
- Ouvrage de Pénélope ou Machiavel en Médecine, Fayard, Paris 2002, ISBN 2-213-61448-2
- Œuvres philosophiques, 1 tome, Coda, Paris 2004 ISBN 2-84967-002-2
- Aram Vartanian (ed.): La Mettrie's L'homme machine. A Study in the Origins of an Idea, Princeton: Princeton University Press 1960
- John F. Falvey (ed.): La Mettrie. Discours sur le bonheur, Banbury, Oxfordshire: The Voltaire Foundation 1975 (Studies on Voltaire and the Eighteenth Century, vol. cxxxiv)
- Ann Thomson (ed.): La Mettrie's Discours préliminaire. Materialism and Society in the Mid-Eighteenth Century, Genève: Librairie Droz 1981
- Théo Verbeek (Ed.): Le Traité de l'Ame de La Mettrie, 2 vols., Utrecht: OMI-Grafisch Bedrijf 1988